# アブンダンティア

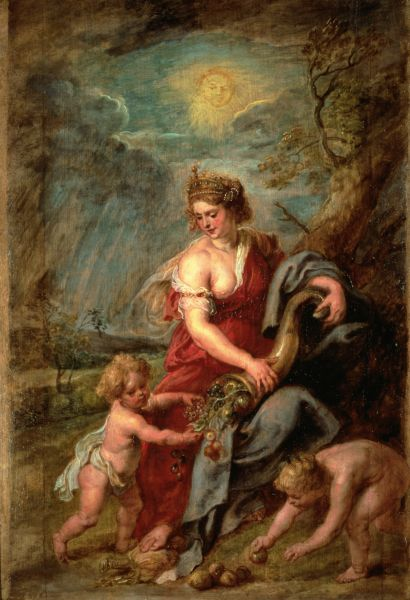
豊穣の角を持つ女神・アブンダンティア

アブンダンティア（Abundantia, アバンダンティアとも）は、ローマ神話に伝えられる、豊饒・繁栄・成功・幸運を司る美しい女神。その名は擬人化された「富裕さ」を意味する。
貯金、投資、財産などの保護神ともされており、豊かさの象徴である。常にホルンのような豊穣の角、お金や穀物を寝ている人の枕元に持っている。